# Борисов, Бойко
Бо́йко Мето́диев Бори́сов (болг. Бойко Методиев Борисов; род. 13 июня 1959, Банкя) — болгарский государственный и политический деятель. Премьер-министр Болгарии (2009—2013, 2014—2017, 2017—2021). Основатель и председатель политической партии «Граждане за европейское развитие Болгарии» (ГЕРБ) с 3 декабря 2006 года.

## Биография
Родился в семье пожарного — сотрудника Министерства внутренних дел. Мать — школьная учительница.

### Образование
В 1977 году пытался поступить на факультет государственной безопасности Высшей специальной школы Министерства внутренних дел, но был принят на факультет пожарной безопасности, который окончил в 1982 году. 

### Трудовая деятельность
Бойко Борисов в 1982—1990 годах служил в Министерстве внутренних дел, в противопожарной службе, командир взвода, затем — роты, а позже являлся преподавателем в Высшем институте офицерской подготовки Министерства внутренних дел в Софии, тренером по каратэ. В 1991 году основал частное охранное предприятие «Ипон-1», которое приобрело влиятельную и известную клиентуру, в частности, занималось обеспечением безопасности бывшего руководителя социалистической Болгарии Тодора Живкова и бывшего царя Симеона II.
В 2004 году ему присвоено звание генерал-лейтенант.

### Политическая карьера
Генеральный секретарь Министерства внутренних дел в 2001—2005 годах в правительстве Симеона Сакскобургготского. В 2005 году началась собственно политическая карьера Бойко Борисова. Он вошёл в избирательный список партии Национальное движение «Симеон Второй», и был избран в парламент страны от этого движения. Однако, предпочёл отказаться от мандата и остаться на своей должности в Министерстве внутренних дел.
Однако, вскоре Бойко Борисов покинул свой пост из-за конфликта с вновь назначенным министром внутренних дел, вышел в отставку с милицейской службы со званием генерал-лейтенант. В том же году он выдвинул свою кандидатуру на пост кмета Софии и выиграл выборы. В 2006 году возглавил новую партию «Граждане за европейское развитие Болгарии» (ГЕРБ).

#### Премьер-министр Болгарии

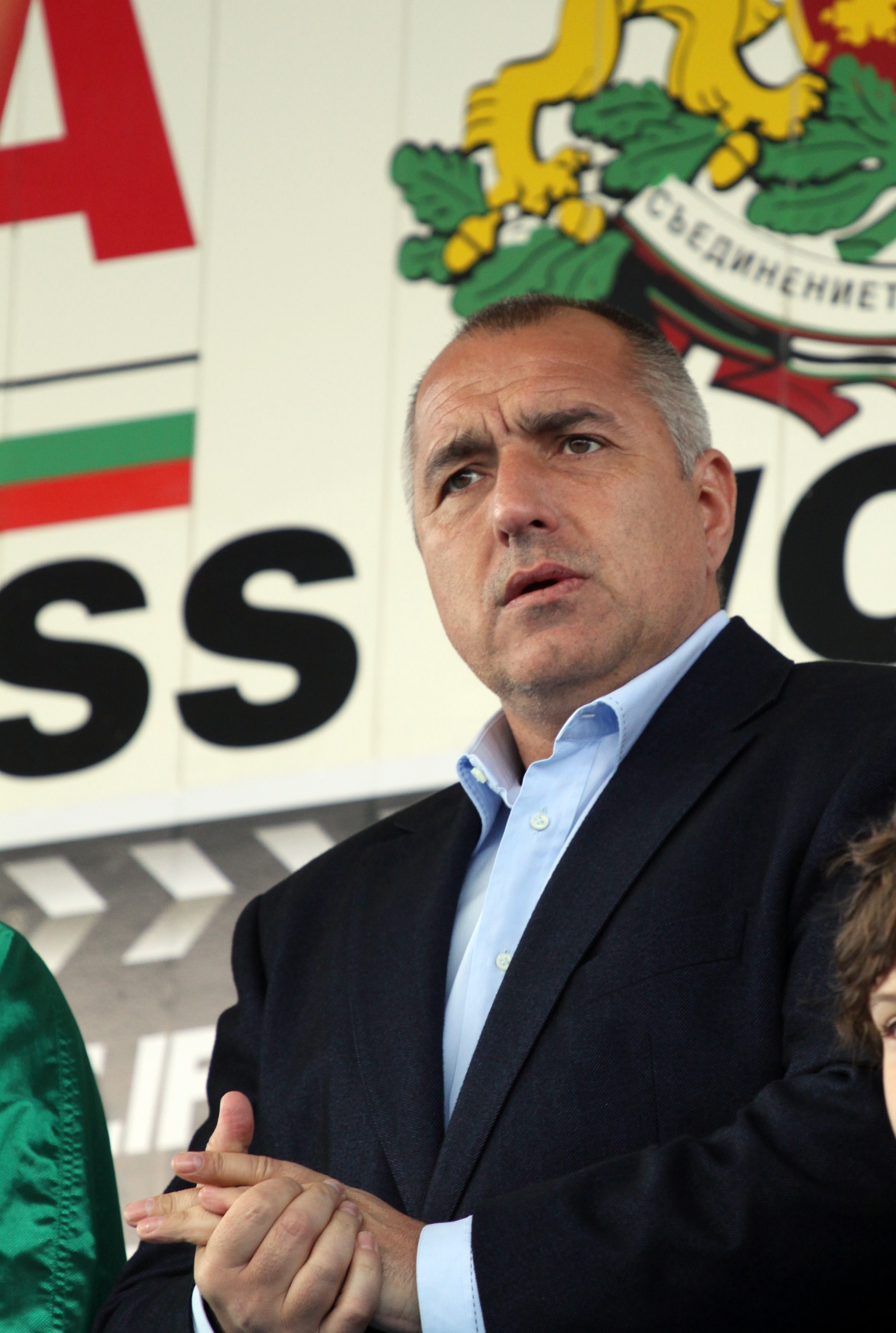
Бойко Борисов в 2011 году

5 июля 2009 года на очередных выборах движение «ГЕРБ» завоевало большинство мест в национальном парламенте. Бойко Борисов сформировал однопартийный кабинет министров, состав которого был утверждён Национальным собранием 27 июля 2009 года. В частности, в состав правительства, в котором Бойко Борисов занял пост премьер-министра, вошёл в качестве заместителя премьера и министра внутренних дел его ближайший соратник, председатель партии «ГЕРБ» Цветан Цветанов, пост вице-премьера и министра финансов получил известный либеральный экономист, бывший сотрудник Всемирного банка Симеон Дянков, а министерство иностранных дел возглавила депутат Европарламента, социолог Румяна Желева. В январе 2010 года после скандала вокруг её имени Румяна Желева была вынуждена покинуть правительство.
В феврале 2013 года из-за массовых протестов, сопровождавшихся столкновениями с полицией, в Софии и других городах Болгарии, Бойко Борисов подал в отставку вместе со всем кабинетом министров.
7 ноября 2014 года Народное собрание Болгарии вновь утвердило Борисова на пост премьер-министра. За его кандидатуру проголосовало 185 депутатов, против — 85, воздержавшихся не было.

#### Деятельность первого правительства Борисова
Деятельность Борисова на посту премьер-министра отличается сдержанно-отрицательным отношением к России. Так, сразу после прихода к власти он заявил о начале проверки всей деятельности предыдущего правительства, включая договоров с Россией в секторе энергетики. Борисов выразил готовность Болгарии принимать участие в проектах АЭС Белене и в международном газотранспортном проекте «Южный поток», но только при наличии взаимовыгодных условий. Правительство Борисова приняло Меморандум о взаимопонимании относительно строительства ответвления Греция—Болгария от трубопровода Турция—Греция—Италия, который предназначен для увеличения экспорта газа из Азербайджана в Европу. В ходе визита в Анкару Борисов подписал протоколы о создании газопровода Набукко в обход России (проект не был реализован), конкурентного проекту «Южный поток». Документ также подписали Австрия, Венгрия, Румыния и Турция.
Правительство Борисова добилось отставки председателя Центрального банка страны, лишь недавно переизбранного по рекомендации прежнего правительства Станишева на новый срок.
В январе 2013 года правительство приняло решение резко поднять тарифы на электроэнергию. В результате, некоторые пожилые люди получили счета, сумма которых превышала их пенсию. Это решение стало причиной массовых протестов, произошедших в середине февраля в Софии и ряде других городов Болгарии и вылившихся в противостояние демонстрантов и полиции. 18 февраля 2013 года Борисов частично удовлетворил требования протестующих, отправив в отставку непопулярного министра финансов Симеона Дянкова, а 19 февраля 2013 года отозвал лицензию у чешской компании CEZ, которая отвечала за распределительные сети. Однако это не снизило накал противостояния, и 20 февраля в отставку ушёл весь кабинет.
В середине марта 2013 года на посту главы правительства Болгарии Борисова сменил технический премьер Марин Райков.

#### Деятельность второго правительства Борисова
Новое правительство под руководством Бойкова, приступившее к работе 7 ноября 2014 года, является коалиционным, в него вошли 12 представителей партии ГЕРБ, семеро от РБ и один от АБВ.
13 ноября 2016 года, после проигрыша на выборах кандидата от правящей партии ГЕРБ Цецки Цачевой на президентских выборах, объявил об отставке правительства.

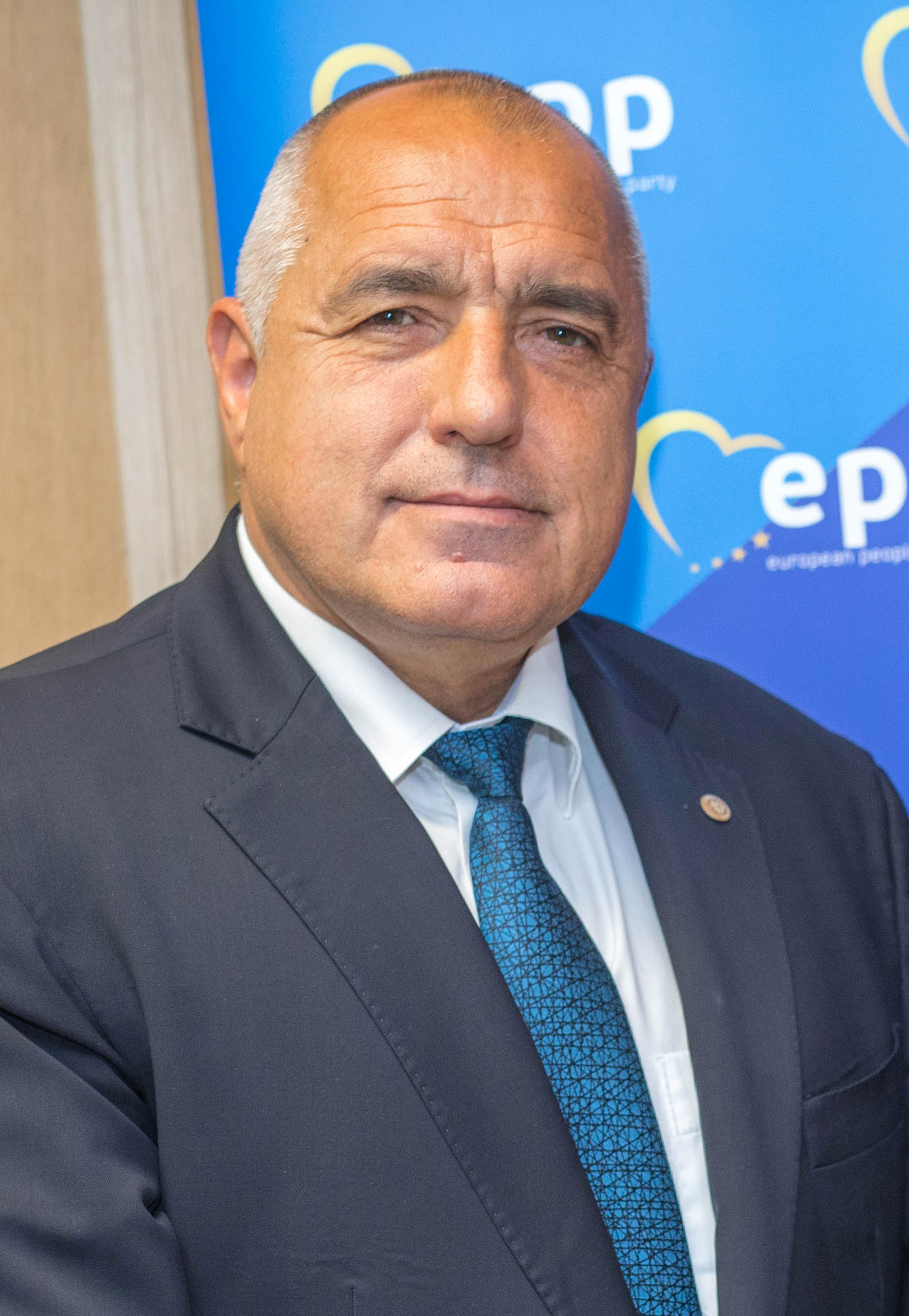
Бойко Борисов в 2019 году

#### Деятельность третьего правительства Борисова
27 марта 2017 года состоялись парламентские выборы, на которой победу одержала партия ГЕРБ.
4 мая 2017 года Борисов был вновь утверждён на пост премьер-министра, в поддержку его кандидатуры проголосовали 133 депутата, против — 100 депутатов.
Между Борисовым и новым президентом Радевым разгорелся конфликт. В ходе болгарских протестов 2020 года, направленных против премьера и его сторонников, олигархов Догана и Пеевски, президент поддержал протестующих.
В июне 2020 года появились фотографии, на которых якобы было видно, что премьер-министр Борисов полуобнажённый лежит на кровати рядом с тумбочкой с пистолетом и пачками евробанкнот. Борисов подтвердил, что комната, в которой были сделаны фотографии, принадлежала ему, но отрицал наличие пистолета и денег, заявив, что изображениями могли манипулировать. Борисов обвинил президента Румена Радева в том, что он запустил беспилотник в его резиденцию, чтобы сделать снимки. Он также обвинил бывшего омбудсмена Майю Манолову, телезвезду Слави Трифонова и своего бывшего заместителя Цветана Цветанова (который ушёл незадолго до этого и осудил правящую партию) в причастности к заговору с целью сфотографировать его, когда он спал в ходе операции «компромата в стиле КГБ». Радев осудил утечки и назвал это «безумным» вторжением в частную жизнь премьер-министра. Он добавил, что у него есть беспилотник, но обвинение в том, что он лично пилотировал его в резиденции премьер-министра, чтобы сфотографировать, было частью «фантазии и паранойи Борисова». В интернете также была опубликована аудиозапись, на которой голос, сильно напоминающий голос Борисова, говорил в очень властных тонах и оскорблял члена национального собрания, а также различных европейских лидеров. Эти скандалы, наряду с выступлением главного прокурора страны Ивана Гешева против президента Болгарии, вызвали протесты в Болгарии в 2020—2021 годах, которые требовали отставки Борисова, его правительства и главного прокурора.

### Уголовное преследование
17 марта 2022 года задержан полицией в ходе расследования прокуратурой ЕС злоупотреблений европейскими средствами в Болгарии. Проведены обыски, изъяты документы. Спустя сутки Бойко Борисова освободили из-под стражи без предъявления обвинений. Его адвокат заявил о намерении подать жалобу в прокуратуру.